# Charlotte d’Albret

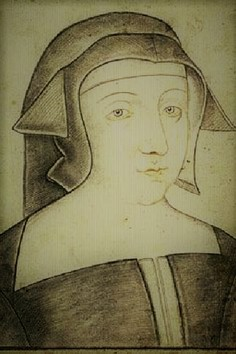
Charlotte d’Albret

Charlotte d’Albret (* 1480 in Labrit; † 11. März 1514 in La Motte-Feuilly) war eine wohlhabende Adelige aus dem französischen Haus Albret, Schwester von König Johann III. von Navarra und Ehefrau des Condottiere Cesare Borgia. Sie hatte den Rang einer Dame de Châlus (suo jure), Regentin von Valentinois (für die Tochter) und Herzogsgemahlin der Romagna.

## Leben

### Kindheit

Wappen von Cesare Borgia

Wappen von Charles d’Albret

Charlotte wurde 1480 als Tochter von Alain I. d’Albret, Herr von Albret, und Françoise de Châtillon-Limoges geboren. Ihre Großeltern väterlicherseits waren Jean d’Albret und Charlotte von Rohan, ihre Großeltern mütterlicherseits waren Guglielmo di Blois, Visconte von Limoges, und Isabelle de La Tour d’Auvergne, Tochter von Bertrand V. de La Tour, Graf von Auvergne und Boulogne, und Jacquette du Peschin.
Ihr Ururgroßvater war Charles I. d’Albret, Connétable von Frankreich, der als Kommandant der französischen Truppen in der Schlacht von Azincourt 1415 fiel. Charlotte hatte sechs Brüder, darunter Giovanni d’Albret, der durch seine Heirat mit Königin Katharina (von der Heinrich IV. von Frankreich abstammt) Herrscher von Navarra wurde, und Kardinal Amanieu d’Albret.

### Heirat von Cesare Borgia

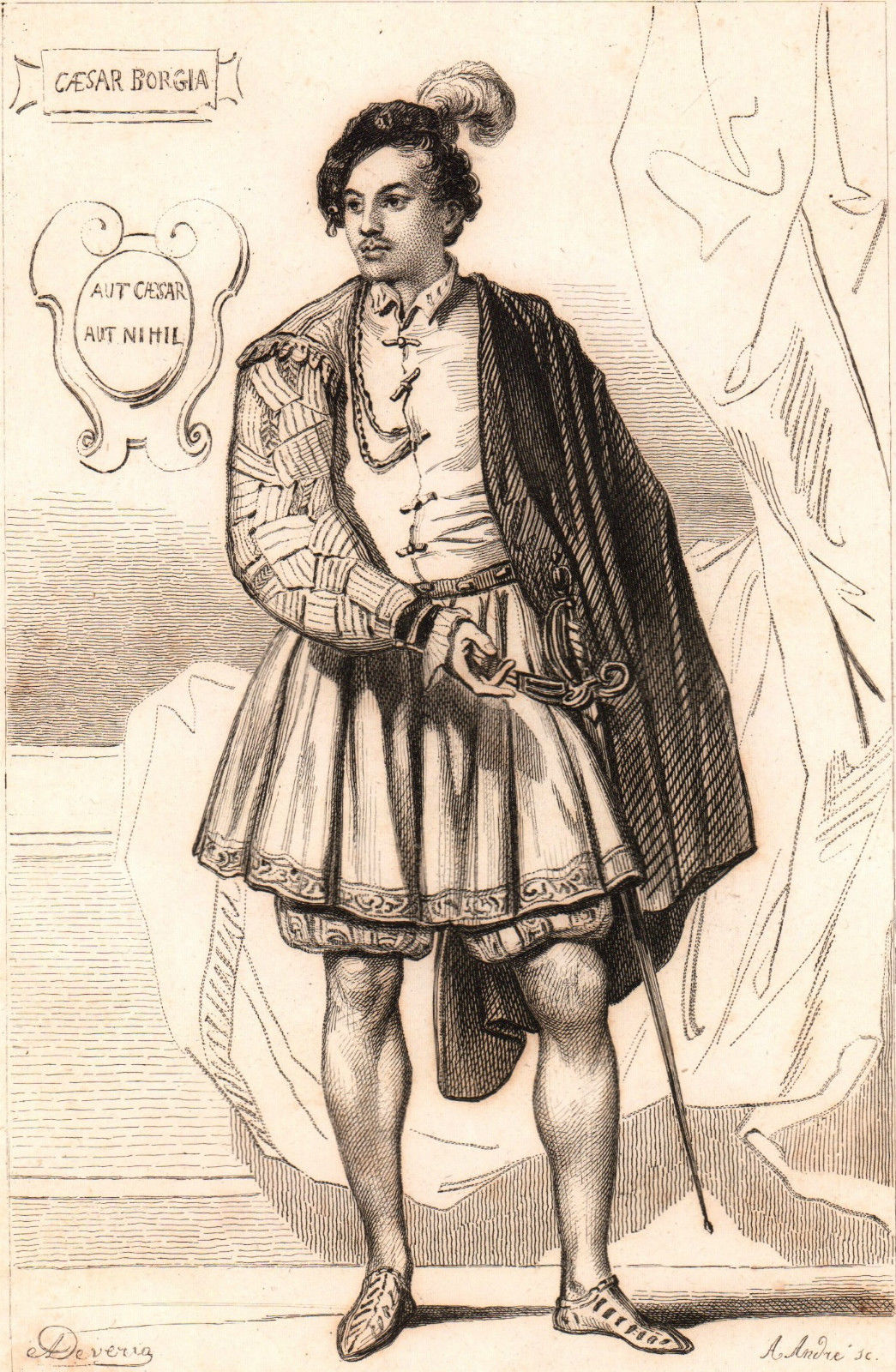
Porträt von Cesare Borgia, Gatte von Charlotte, in jungen Jahren

Am 10. Mai 1499 heiratete sie im Alter von 19 Jahren in Blois Cesare Borgia, den berüchtigten unehelichen Sohn von Papst Alexander VI. Borgia und Vanozza de’ Cattanei. Dieser war kürzlich von König Ludwig XII. von Frankreich zum Herzog von Valentinois ernannt worden. Seine Schwester war die berühmte Lucrezia Borgia. Die Heirat war politisch motiviert und hatte zum Ziel Cesares Bündnis mit Frankreich zu stärken. Kurz nach der Hochzeit begleitete Cesare König Ludwig auf seiner Reise nach Italien.
Charlotte wurde als „schön und reich“ beschrieben und der zeitgenössische Chronist Arnauld le Féron berichtet, dass Cesare Borgia von der Ehe begeistert war. Im Jahr 1504 wurde sie Eigentümerin der Territorien von Feusines, Néret und La Motte-Feuilly.
Nach seiner Flucht aus einem spanischen Gefängnis starb Cesare am 12. März 1507 bei der Belagerung von Viana im Dienste von Charlottes Bruder, dem Königsgemahl von Navarra, bei dem er Zuflucht gesucht hatte. Nach seinem Tod übernahm Charlotte die Regentschaft für ihre Tochter Louise, die die Nachfolge ihres Vaters als suo jure Herzogin von Valentinois angetreten hatte.

### Letzte Jahre und Tod

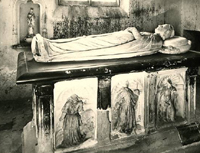
Grabdenkmal von Charlotte (Saint Hilaire, La Motte-Feuilly)

Charlotte hatte ihren Gatten nie wieder gesehen und suchte in Bourges Zuflucht im Zönobium der Annuntiatinnen, das von ihrer Freundin Prinzessin Jeanne de Valois gegründet worden war, deren Ehe mit Ludwig XII. von Frankreich mit Zustimmung ihres Schwiegervaters von Papst Alexander VI. im Tausch gegen das Herzogtum Valentinois annulliert worden war.
Die verwitwete Herzogin kaufte das Schloss und das Landgut La Motte-Feuilly, wo sie ihre letzten Jahre mit ihrer Tochter (geboren am 17. Mai 1500) verbrachte und sich frommen und wohltätigen Werken widmete. Am 11. März 1514 starb Charlotte im Alter von 34 Jahren. Luisa Borgia respektierte den Wunsch ihrer Mutter und ließ ihren Leichnam im Kloster von Bourges beisetzen, während ihr Herz in der Kirche Saint-Hilaire in La Motte-Feuilly blieb, wo es in einem Mausoleum aus Alabaster und Marmor aufbewahrt wird, das 1521 von Martin Claustre geschaffen wurde.
Noch heute gibt es mehrere Nachkommen von Charlotte und Cesare, darunter Sixto von Bourbon-Parma, Thronanwärter von Spanien, Frankreich und Parma.
Die Urenkel von Cesare und Charlotte waren mit einigen bedeutenden Dynastien wie den Bourbon-Busset und den Beauharnais verwandt.

## Abstammung
Cesare Borgia und Charlotte hatten nur eine Tochter:
- Luisa Borgia, suo jure Dame de Châlus, suo jure Herzogin von Valentinois (17. Mai 1500–1553), heiratete zunächst am 7. April 1517 Louis II. de La Trémoille, Gouverneur von Burgund. Nach dessen Tod heiratete sie dann am 3. Februar 1530 Philippe de Bourbon, Herr von Busset, mit dem sie sechs Kinder hatte, darunter Claudio I. di Bourbon-Busset (1531–1588)